# Вульчі

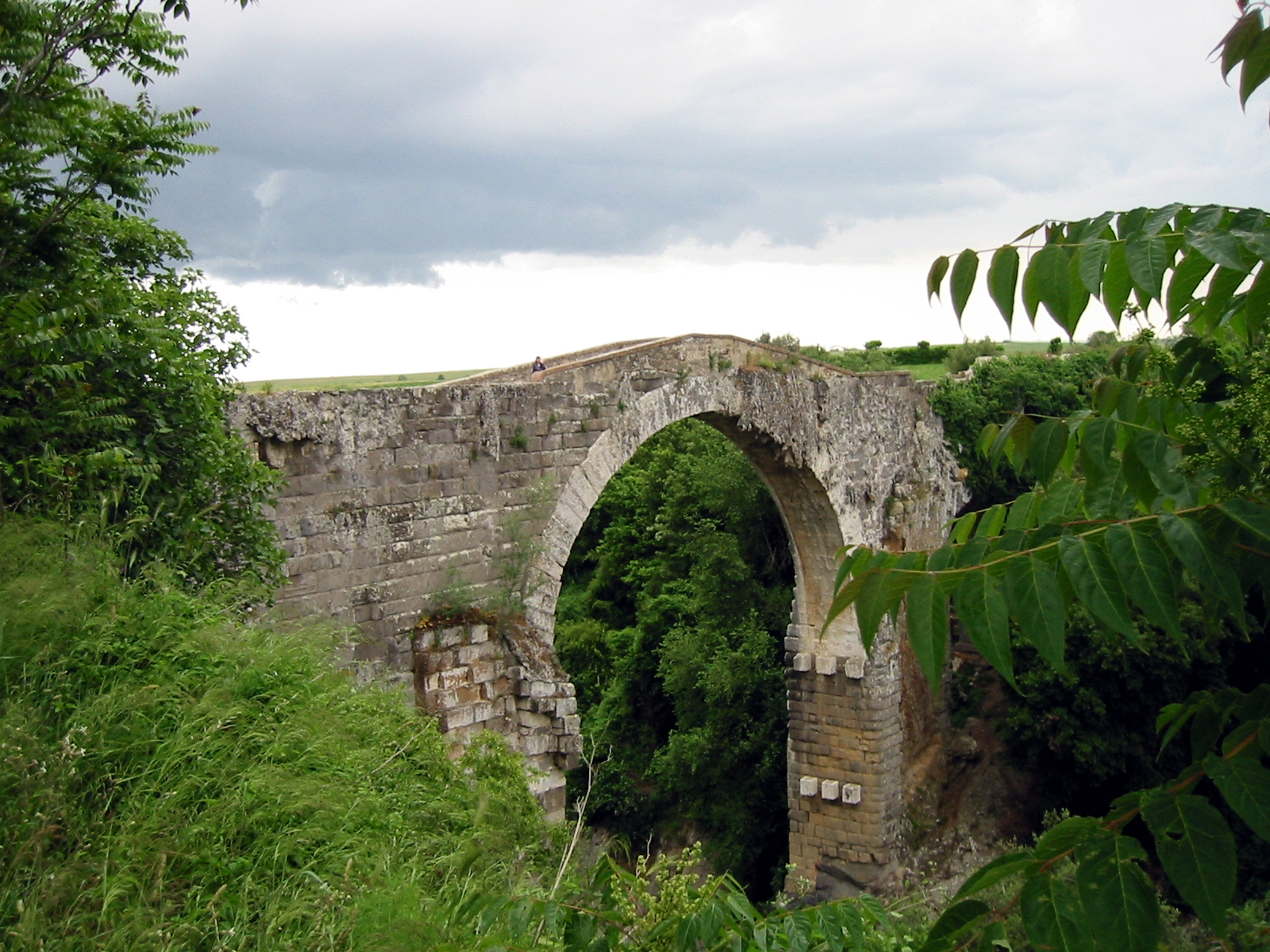
Римський міст Ponte della Badia в Вульчі

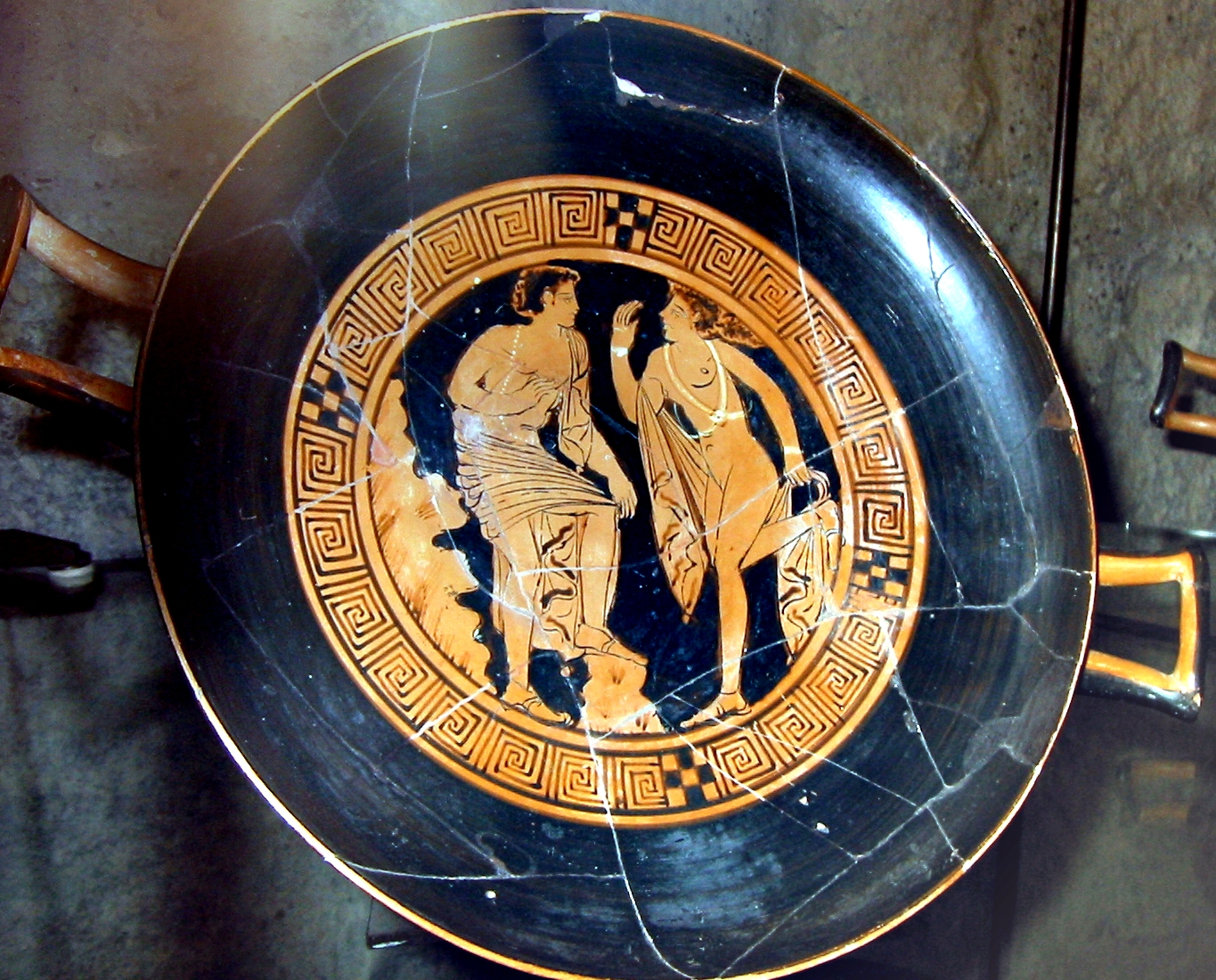
Кілік з Вульчі

Ву́льчі (Vulci або Volci, етруська: Velch, Velx або Velc) — стародавнє місто етрусків. Розташоване за 80 км на північний захід від Риму, за 16 км від узбережжя Тирренського моря між Монтальто-ді-Кастро і Каніно, за 8 км на захід від річки Армента (нині Фйоре).
Вульчі входив до Союзу дванадцяти міст Етрурії. Історія зберегла єдину згадка цього міста — у зв'язку зі святкуванням у 280 до н. е. тріумфу з нагоди перемоги римлян при Вульчі. Невдовзі римляни перетворили порт Коса, що належав Вульчі на римську колонію Ансідонію.
Про значення і багатство Вульчі свідчить знайдений в 1828 багатий на археологічні шедеври некрополь в містечку під назвою Vian de Voci, якому багато європейських музеїв зобов'язані своїми найціннішими експонатами: розкішними вазами, прикрасами з дорогоцінних металів та бронзи.
Численні знахідки зі зниклого міста та інших місць археологічних розкопок в околицях Вульчі можна оглянути в Археологічному музеї Вульчі (Museo Archeologico di Vulci), який розмістився в однойменному замку (Castello di Vulci). Поруч з замком знаходиться відомий арковний міст Ponte della Badia.